# Эстрела-д’Уэсти
Эстрела-д’Уэсти (порт. Estrela d'Oeste) — муниципалитет в Бразилии, входит в штат Сан-Паулу. Составная часть мезорегиона Сан-Жозе-ду-Риу-Прету. Входит в экономико-статистический микрорегион Фернандополис. Население составляет 8081 человек на 2006 год. Занимает площадь 296,261 км². Плотность населения — 27,3 чел./км².
Праздник города — 25 января.

## Статистика
- Валовой внутренний продукт на 2003 составляет 210.864.003,00 реалов (данные: Бразильский институт географии и статистики).
- Валовой внутренний продукт на душу населения на 2003 составляет 25.838,01 реалов (данные: Бразильский институт географии и статистики).
- Индекс развития человеческого потенциала на 2000 составляет 0,792 (данные: Программа развития ООН).